# Heinz Bilan
Heinz Bilan (* 1. Januar 1931 in Dolina; † 21. August 2023) war ein deutscher Offizier der Nationalen Volksarmee, bis zu seiner Entlassung 1990 Generalmajor.

## Leben
Bilan trat 1949 in die bewaffneten Organe der DDR ein. Er besuchte von 1954 bis 1959 die Militärpolitische Akademie „W. I. Lenin“ in Moskau. Anschließend war er in der DDR als Politoffizier eingesetzt, zuletzt als Chef der Politischen Verwaltung des Militärbezirks III von 1972 bis 1981. Von 1967 bis 1969 studierte er an der Akademie des Generalstabes der Streitkräfte der UdSSR. Er wurde am 1. März 1973 zum Generalmajor ernannt. Von 1981 bis zu seiner Entlassung 1990 war er Stellvertreter des Chefs der Militärakademie und Leiter der Politabteilung in Dresden. Bilan war Mitglied der Partei Die Linke.

## Veröffentlichung
- Heinz Bilan: W. I. Lenin – Die Oktoberrevolution 1917 und die Militärfrage in: Ekkehard Lieberam, Herbert Münchow (Hrsg.): Machteroberung und Machtfrage heute – Konferenz zum 100. Jahrestag der Oktoberrevolution, pad-Verlag, Bergkamen 2018, S. 69–71, ISBN 978-3-88515-287-3